# Prosoplus villaris
Prosoplus villaris är en skalbaggsart som först beskrevs av Francis Polkinghorne Pascoe 1864.  Prosoplus villaris ingår i släktet Prosoplus och familjen långhorningar. Inga underarter finns listade i Catalogue of Life.